# Hydropsyche kimminsi
Hydropsyche kimminsi là một loài Trichoptera trong họ Hydropsychidae. Chúng phân bố ở miền Australasia.